# E871
E871 eller Europaväg 871 är en 170 km lång europaväg som börjar i Sofia i Bulgarien och slutar i Kumanovo i Nordmakedonien.

## Sträckning
Sofia - Kjustendil - (gräns Bulgarien-Makedonien) - Kumanovo

## Standard
Vägen är landsväg hela sträckan. 

## Anslutningar till andra europavägar
- E80
- E79
- E75